# Travail d'intérêt général en Belgique
En Belgique, le travail d'intérêt général est une mesure judiciaire alternative.
Il s'agit d'une possibilité pour le procureur du Roi d'éteindre les poursuites par une procédure de médiation pénale.
Dans ce cadre, il est proposé au justiciable de prester des heures de travail au sein d'un organisme d'intérêt public en réparation symbolique au dommage causé à la société.
À ne pas confondre avec la peine de travail autonome.